# Joseph Marie Vilaseca i Aguilera
Pour les articles homonymes, voir saint Joseph et Vilaseca.
Joseph Marie Vilaseca i Aguilera (Igualada, 19 janvier 1831 - Mexico, 3 avril 1910) est un religieux espagnol fondateur des missionnaires de saint Joseph et des sœurs de saint Joseph de Mexico et reconnu serviteur de Dieu par l'Église catholique.

## Biographie
Il naît à Igualada où son père, Jaime Vilaseca, est tailleur, sa famille déménage à Barcelone à la recherche d'un meilleur emploi. Son père devient superviseur d'une filature où Joseph travaille lorsqu'il est adolescent. Le soir, il étudie les mathématiques et le dessin technique dans une école parrainée par la chambre de commerce de Barcelone car son père veut qu'il devienne mécanicien.
En 1847, il entre au séminaire de Barcelone, c'est là qu'il découvre sa vocation missionnaire, grâce à l'invitation du Père Armengol, un lazariste qui cherche des religieux pour le Mexique. Son directeur spirituel lui demande une période de réflexion de trois ans ; après ce temps de probation, il obtient l'autorisation de ses parents et renonce à son héritage en faveur d'un frère plus jeune, et part pour le Mexique en 1852.
Il arrive à Veracruz le 10 mars et entre au noviciat des lazaristes le 2 avril 1853. Il fait sa profession religieuse le 3 avril 1855 et ajoute à son nom celui de Marie par dévotion à la Vierge. Il reçoit l'ordination sacerdotale le 20 décembre 1856 et prend saint Joseph comme patron de sa première messe. Il commence son ministère dans une période difficile pour l'Église, avec la Constitution du Mexique de 1857, la politique du pays est ouvertement anticatholique. Les deux premières années de son sacerdoce sont consacrées aux missions populaires.
Le 8 décembre 1870, le pape Pie IX proclame saint Joseph patron de l'Église universelle. Le père Vilaseca lui-même est un fidèle dévot du saint, en mars (mois dédié à saint Joseph) 1871, il prêche le mois de saint Joseph dans la chapelle de saint Vincent, cette expérience est le point de départ d'un travail intense pour propager le culte de saint Joseph, à la fin de ce mois, il édite un magazine qui répand la figure de saint Joseph : le propagateur au seigneur saint Joseph et à la Sainte Famille, toujours publié aujourd'hui. Il crée l'association des dévots de saint Joseph et en 1872 édite le bulletin d'information intitulé le sacerdoce catholique consacrée à la promotion des vocations.
La pénurie de prêtres et l'abandon du peuple motive le père Vilaseca à proposer à ses supérieurs la création d'un centre d'études ecclésiastiques dans l'archidiocèse du Mexique. Avec la permission de l'archevêque du Mexique et le soutien de ses supérieurs le 19 septembre 1872 il fonde le collège clérical de saint Joseph pour former le clergé à prêter attention aux paroisses. Le même jour, il fonde la congrégation des Missionnaires de saint Joseph dont les membres sont voués à promouvoir le culte de saint Joseph et l'évangélisation, de préférence aux pauvres et autochtones par l'éducation et les missions. Trois jours plus tard, le 22 septembre 1872, il fonde les sœurs de saint Joseph avec l'aide de Cesárea Ruiz Esparza y Dávalos, pour l'éducation des jeunes, les soins aux malades et d'autres formes de charité. 
Le 19 mai 1873, il est emprisonné et exilé du pays pendant un an à cause de ses attaques contre le protestantisme et la Franc-maçonnerie ; la même année, il visite Rome et rencontre le pape Pie IX. Il retourne au Mexique en janvier 1875 où ses supérieurs lazaristes lui posent un dilemme difficile : choisir entre ses œuvres ou la congrégation de la Mission. Après avoir consulté l'archevêque Antonio Pélage de Labastida et Davalos, il décide de se consacrer pleinement aux œuvres qu'il a fondées. Il prononce ses vœux dans la congrégation des missionnaires de saint Joseph le 25 janvier 1877. 
Le père Vilaseca meurt le 3 avril 1910 ; ses restes reposent dans l'église de la Sagrada Familia qu'il a construit. En 1938, s'ouvre le procès de sa canonisation, il est déclaré serviteur de Dieu.